# Eupithecia rectilinea
Eupithecia rectilinea là một loài bướm đêm trong họ Geometridae.